# Eiji Ueda
Eiji Ueda (jap. 上田 栄治, Ueda Eiji; * 22. Dezember 1953 in Tateyama) ist ein ehemaliger japanischer Fußballspieler und -trainer.

## Karriere
Ueda spielte in der Jugend für die Aoyama-Gakuin-Universität. Er begann seine Karriere bei Fujita Industries (heute: Shonan Bellmare). Er spielte dort von 1976 bis 1982 und war später von 1999 Trainer dieser Mannschaft. Von 2000 bis 2002 trainierte Ueda die Macauische Fußballnationalmannschaft. Von 2003 bis 2004 trainierte Ueda die Japanische Fußballnationalmannschaft der Frauen. Von 2004 bis 2006 trainierte Ueda die Shonan Bellmare.